# Pierre Bézoukhov
Le comte Pierre Kirillovitch Bézoukhov (russe : Пьер Безухов, Пётр Кириллович Безухов) est le héros principal de Guerre et paix de Léon Tolstoï. Il correspondrait le plus au caractère de l'auteur.
Fils illégitime du comte Bézoukhov, c'est à travers sa lente recherche de lui-même que le récit se déploie.
Personnage fragile, parfois faible et souvent hésitant, ce qui l'oppose en quelque sorte à son ami le prince André Bolkonsky. De sa jeunesse en Europe, il garde un enthousiasme pour les idées révolutionnaires (on le prend pour un Jacobin inoffensif) et une certaine admiration pour Napoléon, tout au moins au début du roman. 
Au début du roman, il hérite de la colossale fortune paternelle. Son mariage malheureux avec Hélène Kouraguine, son duel avec Dolokhov, ainsi que sa vie dissolue qui le dégoûte de lui-même, n'ont pas raison cependant de son désir sincère de devenir un homme meilleur. Sa décision d'assassiner Napoléon nous offre l'un des moments les plus importants du roman, au milieu de Moscou dévastée par les flammes.
Il parvient à trouver une certaine paix intérieure, notamment par des rencontres essentielles bonnes ou mauvaises (le franc-maçon Bazdéïev et le soldat Platon Karataïev qui lui apprend la bonté). Auparavant, c'est son  amitié avec le prince André qui l'aura fait grandir. Son amour pour Natacha Rostova le sortira de sa confusion et le sauvera.
Tolstoï semble faire de ce héros visionnaire l'un des instigateurs de l'insurrection décabriste en décembre 1825. 
« Tandis qu’au-dehors on entendait des pleurs et des cris dans le lointain, et que, par les fentes des planches mal jointes de la baraque, passait la lueur sinistre de l’incendie, à l’intérieur tout était sombre, calme et tranquille. Pierre fut longtemps à s’endormir : les yeux grands ouverts dans les ténèbres, il écoutait machinalement les ronflements sonores de Platon, et il sentait que le monde de croyances qui s’était écroulé dans son âme renaissait plus beau que jamais en lui et reposait sur les bases désormais inébranlables. » (Livre 4)

## Cinéma et télévision
- 1956 : Guerre et Paix (War and Peace) de King Vidor : Henry Fonda
- 1965 – 1967 : Guerre et Paix (Война и мир) de Serge Bondartchouk : Serge Bondartchouk
- 1972 : Guerre et Paix (War and Peace) de John Davies : Anthony Hopkins
- 2007 : Guerre et Paix  de Robert Dornhelm : Alexander Beyer
- 2016 : Guerre et Paix de Tom Harper : Paul Dano